# Mauro Giuliani
Mauro Giuliani (Bisceglie, 1781. július 27. – Nápoly, 1829. május 8.) olasz zeneszerző és gitárművész. 

## Pályafutása
Formális zeneelmélet-oktatásban és csellóoktatásban részesült, de a gitározást autodidakta módon sajátította el. 19 éves korában sikeres európai koncertkörutat tett, és 1806-ban Bécsben telepedett le. Kiemelkedő műve az 1808-ban komponált A-dúr gitárverseny (Op. 30), amelyről Beethoven is dicsérőleg nyilatkozott. Giuliani csellózott Beethoven 7. szimfóniájának 1813-as bemutatóján. 
1814-ben Giuliani Mária Lujza császárné, (Napóleon második felesége) szolgálatába lépett mint virtuoso onorario di camera. A császár bukását követően 1819-ben visszatért Itáliába, és Nápolyban telepedett le. Itt halt meg 1829-ben. Mintegy 200 műve maradt fenn.